# Гаррієт Мартіно
Гаррієт Мартіно (англ. Harriet Martineau; 12 червня 1802, Норвіч, Велика Британія — 27 червня 1876, Емблсайд, Велика Британія) — англійська письменниця, економістка і соціолог; популяризаторка економічної науки за допомогою оповідань, що мали свого часу значний успіх. Опублікувала скорочений виклад позитивної філософії француза Оґюста Конта.

## Життєпис і творчість
Походила з родини французьких реформатів (гугенотів), що переселилися до Англії після скасування нантського едикту. Розлад справ фабрики, що належала батькові, змусив дівчину шукати самостійного заробітку. Спочатку Мартіно була вчителькою музики, але слабкість здоров'я і глухота спонукали її звернутися до літературних занять. Економічні погляди Мартіно сформувалися під впливом робіт Джеймса Мілля і Джейн Марсе.
Крім оповідань для юнацтва, в дусі унітаріанської церкви, вона написала кілька романів, з яких у «The Rioters» (1826) можливо вперше розроблено в белетристичній формі обурення фабричних робітників проти введення машин.
Турбота про поліпшення становища робітничого класу спонукала Мартіно зачіпати найбільш наболілі питання громадської економії, як, наприклад, закони про бідних, пауперизм, обкладання податками тощо. Незалежно від спеціальних брошур, присвячених цим темам («Theory and Practice», «Mary Campbell», «My servant Rachel»), вона захопилася ідеєю популяризувати економічну науку в оповіданнях («The illustrations of Polilical Economy, of Taxation», «Poor law and Paupers», 1832):
- в «Усамітненій колонії» описується селище, притулок у горах поблизу мису Доброї Надії; на нього нападають дикуни і розграбовують його. Мешканці, що залишилися живими, звертаються до самодопомоги. Всі беруться за роботу, і механізм дружної праці так добре налагоджується, що селище виявляється цілком відновленим, коли нарешті надходить допомога ззовні.
- В оповіданні «Добробут і лиха в Гавелосі» автор рекомендує добровільне утримання і можливу малосімейність, в дусі Мальтуса і його послідовника Маркуса[прояснити].
- «Коаліція робочих в Манчестері» змальовує непривабливе становище фабричних робітників.
- В оповіданні «Для кожного і для всіх» авторка намагається довести необхідність полегшити податковий тиск, що поглинає підприємницькі бариші і заробітну плату; також тут вихваляється свобода міжнародної торгівлі, яка, нібито, скасує обробку малородючих земель.
- Оповідання «Ірландія» присвячене опису соціальних зол, що тяжіють над цією країною, «Кузина Маршалл» — питання про найкраще застосування благодійності. Мартіно висловлюється за еміграцію, як за дієвий засіб для викорінення пауперизму, цим одночасно досягаються три мети — поліпшується становище і самих переселенців, і тих, хто залишився на батьківщині, а також і того краю, куди прибувають нові колоністи.
- «Берклей банкір» — історія паперових грошей, з викладом їх переваг і недоліків.

Незважаючи на дидактичність змісту, оповідання Мартіно мали колосальний успіх; інтрига ведеться досить спритно, виведені особистості життєві і правдиві, наукова тенденція не шкодить зацікавленості. Французькою мовою оповідання перекладено M. B. Maurice (1833—1840), під заголовком «Contes sur l'économie politique».
1835 року Мартіно вирушила до Америки і написала «Society in America» (Суспільство в Америці), неупереджений нарис соціального, політичного та інтелектуального життя Сполучених Штатів.

## Соціологічні погляди Мартіно
Хоча прийнято вважати, що термін «соціологія» ввів Оґюст Конт, Мартіно використовувала цей термін вже в роботі «Суспільство в Америці» (1837), тому Мартіно можна вважати «прародителькою» соціології. Так само, як О. Конт, Мартіно розробляла свої ідеї в дусі позитивізму: вона вважала, що життя суспільства підпорядковується універсальним законам. На її думку, найважливіший закон соціального життя полягає у прагненні до щастя, що розуміється як суспільний стан, вільний від насильства, домінування, нав'язування волі одних людей іншим. Прогрес суспільства, на думку Мартіно, можна об'єктивно зафіксувати за такими критеріями: рівень загального економічного розвитку, моральне благополуччя, ступінь автономності індивідів і можливості самостійно здійснювати практичні дії і моральні акти, умови соціально залежних груп — жінок, расових меншин, ув'язнених, хворих.
У своїх соціологічних роботах Мартіно зосереджувалась на вивченні зразків людської взаємодії, взятих у культурно-історичних контекстах. Так, вона провела кроскультурний аналіз зразків гостинності, виховання дітей, ведення домашнього господарства, сексуальних практик; вивчала конкретні функції релігії, лікувальні практики, ставлення до злочинів і покарання за них.
Праці Мартіно лежать в основі феміністичної соціології. У праці «Суспільство в Америці» Мартіно розглядає соціальні проблеми через призму фемінізму і боротьби жінок за рівноправність. Вона аналізує стан шлюбно-сімейних відносин у США, відзначаючи підпорядковану роль жінок у взаєминах з чоловіками. Сама Мартіно відзначала, що гендерна нерівність заважала їй у роботі, особливо в збиранні емпіричних даних.
Внесок у становлення соціологічної методології зробила роботи Мартіно «Есе про мистецтво мислити», в якій Мартіно сформулювала принципи спостереження, збирання інформації, експериментування, врахування помилок. У праці «Як спостерігати» піднято проблеми репрезентативності вибірки, соціальних індикаторів, розуміння дій, неочевидних для стороннього спостерігача.

## Основні твори

### Белетристика
- Роман «The Rioters» (1826)
- Роман «Deerbrook» (1839)
- Роман «The Hour and the Man» (1839)
- Серія оповідань для юнацтва «The play Fellow» (1841; особливо славилися «Flats on the Fjords» і «The Crofton Boys»)[7] .
- Цікавий твір стосовно автобіографічності «Life in the Sickroom» (1844).

### Соціологія
- «Illustrations of taxation» (5 т., 1834)
- «Ілюстрації політичної економії» (9 т., англ. Illustrations of Political Economy, 1832—1834)
- «Закони про бідних і жебраки» (англ. Poor law and Paupers, 1832)
- «Про жіночу освіту»
- «Як дотримуватися моралі і манер»
- «Суспільство в Америці» («Society in America»; 1835)
- «Есе про мистецтво мислити»
- «Як спостерігати» («How to observe»; 1838)
- «Східне життя: минуле і сьогодення» («Eastern life past and present»; 1846 і 1875) — опис подорожі на Схід.
- «History of England during the Thirty Years peace» (1850; у співпраці з Найтом)[7]
- Листи про закони соціальної природи і розвитку людини (1851; у співпраці з Аткінсоном), що збентежили літературні гуртки Англії сміливістю міркувань.
- Низка статей «Health, Husbandry and handicraft» (1861)
- Скорочений виклад позитивної філософії Оґюста Конта («Курс позитивної філософії»; 1871—1872).

### Інше
- Автобіографія (1876)[7].